# Michal Petrouš
Michal Petrouš (* 6. prosince 1969) je bývalý český fotbalista a současný fotbalový trenér. Jeho mladším bratrem je bývalý fotbalista Adam Petrouš. Od jara 2013 až do podzimu 2013 byl hlavním trenérem fotbalové Slavie Praha. Na jaře 2014 získal s dorostem pražské Slavie mistrovský titul. Od ledna roku 2014 byl hlavním trenérem českého národního mužstva do 18 let a od června 2014 do června 2015 byl trenérem výběru do 19 let.

## Klubová kariéra
Michal Petrouš spojil celou svou kariéru s českými kluby, zejména pak s kluby pražskými. „Odchován“ byl klubem FK Viktoria Žižkov , ale svou profesionální kariéru začal v roce 1988 v klubu Bohemians 1905 (tehdy Bohemians Praha). S tímto klubem byl spjat i v pozdějších letech, kdy v něm působil dokonce jako kapitán. Sám pak o sobě tvrdí, že je Bohemák .
V roce 1991 přestoupil do jiného vršovického klubu, významně spjatého s jeho kariérou. Tím klubem byla SK Slavia Praha, kde působil dvě sezony. Poté přestoupil do FK Viktoria Žižkov a v roce 1995 poprvé v kariéře opustil Prahu, když odešel do Hradce Králové. Zde se však příliš neuchytil a po rychlém vystřídání klubů FK Union Cheb a znovu FK Viktoria Žižkov zamířil zpět do milovaného Bohemians 1905. Jeho druhé působení se datuje od roku 1997 až do roku 2002. Během této doby působil i jako kapitán a během oslav 95. výročí klubu Bohemians 1905 byl vyhlášen nejlepším hráčem klubu za období 1996–2001 . Svou profesionální hráčskou kariéru zakončil v FC Viktoria Plzeň (působení v letech 2002–2004).

## Reprezentační kariéra
Během prvního působení v Bohemians 1905 byl i československým reprezentantem v mládežnických kategoriích. V roce 1989 se účastnil Mistrovství světa hráčů do 20 let v Saúdské Arábii, kde Československo skončilo na třetím místě základní skupiny A, čili bylo vyřazeno z turnaje.

## Trenérská kariéra
Po skončení aktivní kariéry se Michal soustředil na studium trenérské „UEFA profi licence“, kterou během 2 let získal . Zároveň se studiem střídavě trénoval B-tým FC Viktoria Plzeň a zároveň dělal asistenta Stanislavu Levému u prvního mužstva klubu .

### SK Slavia Praha
V roce 2008 došlo k odvolání hlavního kouče i jeho asistentů včetně Michala. Později přijal nabídku SK Union Čelákovice, kde setrval až do jara roku 2010, kdy přijal nabídku SK Slavia Praha k trénování rezervního "B"-týmu .
Doposud největší angažmá přišlo 29. září 2010, kdy nahradil rezignujícího Karla Jarolíma v roli hlavního kouče SK Slavia Praha jako "dočasný nástupce" . Michal Petrouš úspěšně dovedl tým ke kýžené záchraně v Gambrinus lize. Dopomohl týmu k 9. místu a do semifinále Ondrášovka Cupu. Nová sezona však nezačala nejlépe a po 9. kole figurovala Slavia na 13. pozici. To byl hlavní důvod odvolání z pozice hlavního kouče, kde ho nahradil František Straka . Petrouš dostal nabídku vést znovu "B"-mužstvo, kterou po krátkém váhání přijal. 30. dubna 2013 se po odvolání Petra Rady stal opět hlavním trenérem "A-týmu" Slavie. Ve čtyřech květnových kolech tým čtyřikrát vyhrál (se skóre 12:1), tato bilance se odzrcadlila na zisku ocenění „Trenér měsíce Gambrinus ligy“ za květen 2013. Vstup do sezóny 2013/14 měla Slavia bídný a Petrouš po sérii debaklů 14. září 2013 (bezprostředně po prohraném domácím zápase 0:4 s Mladou Boleslaví) na funkci trenéra Slavie rezignoval.
Od roku 2019 je trenérem staršího dorostu (U19) Bohemians.